# Акрібофобія
Акрібофобія (з грецької akribos — «точно знаю» та phobos — «страх») — страх не зрозуміти прочитаний текст.
Людина, яка хворіє на акрібофобію відчуває постійне занепокоєння перед тим, що їй не вдасться зрозуміти зміст прочитаного тексту. Акрібофобія може виникнути як одиничне захворювання, але часто вона супроводжує й інші хвороби. Зокрема такі, як шизофренія. Є доволі багато випадків, коли хворі на шизофренію стверджують, що не можуть зрозуміти те, що їм потрібно прочитати. Достатньо часто акрібофобія може розвинутись в людей, які посилено навчаються (студентів, науковців тощо)

## Особливості лікування
Акрібофобія належить до тих фобій, які напряму залежать від думки оточуючих. Акрібофоби бояться, що люди, з якими вони спілкуються, будуть вважати їх некомпетентними. Спілкуючись з такими пацієнтами лікарі повинні бути готові до того, що швидкого одужання не буде. Акрібофоби повинні перечитувати текст, й від оточуючих людей, які своєю поведінкою та словами мають показувати, що перечитувати одне й те саме є нормальним, залежить прогрес лікування.